# Trastornos del metabolismo del calcio
 Los trastornos del metabolismo del calcio ocurren cuando el cuerpo tiene muy poco o demasiado calcio. El nivel sérico de calcio está estrechamente regulado dentro de un rango bastante limitado en el cuerpo humano. En una fisiología saludable, los niveles de calcio extracelular se mantienen dentro de un rango estrecho a través de las acciones de la hormona paratiroidea, la vitamina D y el receptor sensor de calcio. Los trastornos en el metabolismo del calcio pueden conducir a hipocalcemia, disminución de los niveles plasmáticos de calcio o hipercalcemia, niveles elevados de calcio en plasma.

## Hipocalcemia
La hipocalcemia es común y puede pasar desapercibida sin síntomas o, en casos graves, puede tener síntomas dramáticos y poner en peligro la vida. La hipocalcemia puede estar relacionada con la paratiroides o con la vitamina D. La hipocalcemia relacionada con paratiroides incluye hipoparatiroidismo posquirúrgico, hipoparatiroidismo hereditario, pseudohipoparatiroidismo y pseudo-pseudohipoparatiroidismo. El hipoparatiroidismo posquirúrgico es la forma más común y puede ser temporal (debido a la supresión del tejido después de la extracción de una glándula que funciona mal) o permanente, si se ha eliminado todo el tejido paratiroideo. El hipoparatiroidismo hereditario es raro y se debe a una mutación en el receptor sensor de calcio. El pseudohipoparatiroidismo se hereda por vía materna y se clasifica por hipocalcemia e hiperfosfatemia. Finalmente, el pseudo-pseudohipoparatiroidismo se hereda por vía paterna. Los pacientes muestran una acción normal de la hormona paratiroidea en el riñón, pero muestran una acción alterada de la hormona paratiroidea en el hueso. La hipocalcemia relacionada con la vitamina D puede estar asociada con una falta de vitamina D en la dieta, una falta de exposición suficiente a los rayos UV o trastornos en la función renal. La baja cantidad de vitamina D en el cuerpo puede conducir a una falta de absorción de calcio e hiperparatiroidismo secundario (hipocalcemia y aumento de la hormona paratiroidea). Los síntomas de hipocalcemia incluyen entumecimiento en los dedos de manos y pies, calambres musculares, irritabilidad, capacidad mental deteriorada y espasmos musculares. 

## Hipercalcemia
Se sospecha hipercalcemia en aproximadamente 1 de cada 500 adultos en la población adulta general. Al igual que la hipocalcemia, la hipercalcemia puede ser no grave y presentarse sin síntomas, o puede ser grave, con síntomas potencialmente mortales. La hipercalcemia es causada más comúnmente por hiperparatiroidismo y neoplasia maligna, y menos comúnmente por intoxicación por vitamina D, hipercalcemia hipocalciúrica familiar y sarcoidosis. El hiperparatiroidismo ocurre con mayor frecuencia en mujeres posmenopáusicas. El hiperparatiroidismo puede ser causado por un tumor o adenoma en la glándula paratiroidea o por el aumento de los niveles de hormona paratiroidea debido a la hipocalcemia. Aproximadamente el 10% de los enfermos de cáncer experimentan hipercalcemia debido a malignidad. La hipercalcemia ocurre con mayor frecuencia en el cáncer de mama, linfoma, cáncer de próstata, cáncer de tiroides, cáncer de pulmón, mieloma y cáncer de colon. Puede ser causada por la secreción del péptido relacionado con la hormona paratiroidea por el tumor (que tiene la misma acción que la hormona paratiroidea), o puede ser el resultado de una invasión directa del hueso, causando la liberación de calcio. Los síntomas de hipercalcemia incluyen anorexia, náuseas, vómitos, estreñimiento, dolor abdominal, letargo, depresión, confusión, poliuria, polidipsia y dolores y molestias generalizadas. 

## Calcio en el plasma
La cantidad de calcio biológicamente activo varía con el nivel de albúmina sérica, una proteína a la que se une el calcio, y por lo tanto los niveles de calcio ionizado son mejores medidas que un calcio total; sin embargo, uno puede corregir un calcio total si se conoce el nivel de albúmina. 
- Un calcio ionizado normal es de 1,12 a 1,45 mmol/L (4.54-5.6 mg/dL).
- Un calcio total normal es 2.2-2.6 mmol/L (9-10.5 mg/dl). 
  - Calcio total de menos de 8.0 mg/dL es hipocalcemia, con niveles inferiores a 1.59 mmol/L (6 mg/dL) generalmente fatal.
  - Calcio total de más de 10.6 mg/dL es hipercalcemia, con niveles superiores a 3.753 mmol/L (15.12 mg/dL) generalmente fatal.